# أليكساندروفيسك
أليكساندروفيسك (بالروسية: Александровск) هي إحدى مدن روسيا في الكيان الفدرالي الروسي بيرم كراي.